# Balanus polyporus
Balanus polyporus is een zeepokkensoort uit de familie van de Balanidae. De wetenschappelijke naam van de soort is voor het eerst geldig gepubliceerd in 1924 door Pilbry.